# 54. (Württembergische) Reserve-Division
Die 54. (Württembergische) Reserve-Division war von 1914 bis 1918 ein Großverband der Württembergischen Armee im Ersten Weltkrieg.

## Geschichte
Mit Schreiben vom 16. August 1914 bat das Preußische Kriegsministerium das Sächsische und Württembergische Kriegsministerium um die Aufstellung eines sächsisch-württembergischen Armeekorps (XXVII. Reserve-Korps). Daraufhin vereinbarten die beiden Kriegsministerien, dass Württemberg dazu einen Divisionsstab (54. Reserve-Division), drei Reserve-Infanterie-Regimenter, eine Reserve-Kavallerie-Abteilung, den Stab eines Reserve-Feldartillerie-Regiments, zwei Reserve-Feldartillerie-Regimenter, eine Reserve-Sanitätskompanie, eine Reserve-Artillerie-Munitions-Kolonne, zwei Reserve-Feldlazarette und ein Reserve-Pferde-Depot aufstellen sollte. Die übrigen zur Division gehörenden Truppenteile, sollten vom sächsischen Kontingent aufgestellt werden. Mit Verfügung vom 21. August 1914 wurde der Division zudem ein Infanterie-Brigade-Kommandeur zugeteilt. Alle Truppenteile sollten zum 10. September 1914 mobil sein und spätestens am 10. Oktober 1914 verwendet werden können.
Die Reserve-Infanterie-Regimenter wurden aus den im August 1914 aufgestellten 3. und 4. Ersatzkompanien der Ersatzbataillone der aktiven Regimenter, sowie aus dort verfügbaren Angehörigen der Reserve und Landwehr, sowie Kriegsfreiwilligen gebildet. Nach der Aufstellung und Mobilmachung, rückten die württembergischen Truppenteile am 11. Oktober 1914 vom Truppenübungsplatz Münsingen aus in den Raum Leuze in Belgien. Hier trafen auch die zur 54. (Württ.) Reserve-Division gehörenden sächsischen Formationen ein. Bis zum Frühjahr 1917 wurden diese nach und nach abgezogen und die Division so zu einem rein württembergischen Verband.
Am 25. August 1918 beantragte die Oberste Heeresleitung beim Württ. Kriegsministerium die Auflösung der abgekämpften und ausgebluteten Division. Die Auflösung wurde durch König Wilhelm II. genehmigt und mit Verfügung vom 30. August 1918 durchgeführt.
Der Stab der 54. (Württ.) Reserve-Division und des Württ. Artillerie-Kommandeurs Nr. 70 fanden später als Oberbaustab im Bereich der Heeresgruppe Herzog Albrecht Verwendung. Das Württ. Reserve-Feldartillerie-Regiment Nr. 54 und II. Bataillon/Reserve-Fußartillerie-Regiment Nr. 24 wurden geschlossen als Heerestruppe weiterverwendet. Alle übrigen Stabe und Formationen wurden aufgelöst; die Reste der Reserve-Infanterie-Regimenter wurden zur Auffüllungen anderer württembergischen Divisionen herangezogen. Das Regiment Nr. 246 kam so zur 204. (Württ.) Division, das Regiment Nr. 247 zur 27. Division (2. Kgl. Württ.) und das Regiment Nr. 248 zur 243. (Württ.) Division.
So endete die vierjährige Geschichte der Division offiziell am 31. August 1918.

### Garnisonen
Als Kriegsformation aufgestellt, hatte die Division keine Friedensgarnison.

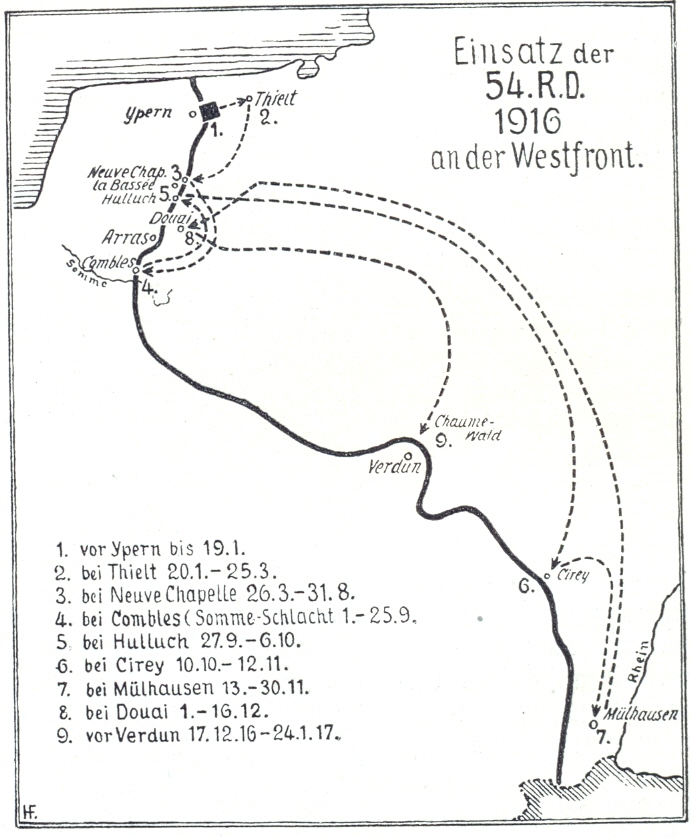
Einsatz der Division 1916 an der Westfront.

### Gefechtskalender

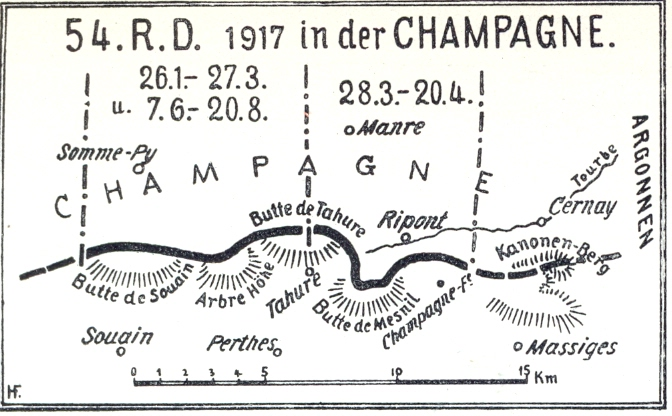
Die Division 1917 in der Champagne.

Die Division wurde zu Beginn des Ersten Weltkriegs mit der Mobilmachung im Rahmen des XXVII. Reserve-Korps gebildet und im Kriegsverlauf ausschließlich an der Westfront eingesetzt.
Vom 18. Oktober bis 30. November 1914 Teilnahme an der Schlacht um Ypern. Zwischen 20. und 30. Oktober gelang die Einnahme von Becelaere und der Vorstoß auf Gheluvelt. Von 1. Dezember 1914 bis 21. April 1915 Stellungskämpfe bei In-den-Ster-Reutel, im Polygonewald und an der Yser.
Von 22. April bis 25. Mai 1915 Kämpfe um Ypern. Von 26. Mai bis 31. Januar 1916 Stellungskämpfe an der Yser.
Von 31. Januar bis 30. März 1916 Reserve der OHL. Von 31. März bis 23. Juni Stellungskämpfe in Flandern und Artois. Von 24. Juni bis 7. Juli Erkundigungs- und Demonstrationsgefechte der 6. Armee. Von 7. Juli bis 26. August wieder Stellungskämpfe in Flandern und Artois. Von 6. bis 25. September Teilnahme an der Schlacht an der Somme. Von 25. September bis 15. Dezember erneut Stellungskämpfe in Flandern und Artois, dazwischen von 12. Oktober bis 3. Dezember Stellungskämpfe in Lothringen. Von 15. Dezember bis 30. Januar 1917 Stellungskämpfe vor Verdun.
Von 31. Januar bis 3. Mai 1917 Stellungskämpfe in der Champagne. Von 3. bis 27. Mai Teilnahme an der Doppelschlacht Aisne-Champagne. Von 28. Mai bis 10. Juni Stellungskämpfe vor Reims. Von 10. Juni bis 20. August Stellungskämpfe in der Champagne. Von 20. August bis 9. Oktober Einsatz bei der Abwehrschlacht bei Verdun. Von 9. bis 20. Oktober Stellungskämpfe bei Verdun. Von 22. Oktober bis 3. Dezember Teilnahme an der Herbstschlacht in Flandern. Von 4. Dezember bis 13. März 1918 Stellungskämpfe in Flandern.
Von 14. bis 20. März 1918 Kämpfe in der Siegfriedstellung und Vorbereitung auf die Große Schlacht in Frankreich. Von 21. März bis 6. April Teilnahme an der Großen Schlacht in Frankreich. Von 7. April bis 7. August Kämpfe an der Ancre, Somme und Avre. Von 8. bis 20. August Einsatz bei der Abwehrschlacht zwischen Somme und Avre. Von 22. August bis 23. August Teilnahme an der Schlacht Albert-Péronne. Anschließend wurde die Division zum 31. August aufgelöst.

## Organisation

### Verbandszugehörigkeit
Die Division war bei der Aufstellung dem XXVII. Reserve-Korps unter General von Carlowitz unterstellt und war Teil der 4. Armee unter dem Kommando von Herzog Albrecht von Württemberg.
Im März 1916 fand ein Unterstellungswechsel zur 6. Armee statt. Mit Armeebefehl vom 30. September 1916 wurde die Division aus dem XXVII. Reserve-Korps gelöst und als selbständige württembergische Division der Armeeabteilung A unterstellt. Als nunmehrige Reserve der Obersten Heeresleitung wurde sie im Dezember 1916 dem VI. Reserve-Korps und damit wieder der 6. Armee zugeteilt. Dort blieb die Division nur kurz, denn bereits Mitte Dezember 1916 wechselte sie zum XIV. Armee-Korps.
Gegen Ende Januar 1917 wurde sie im Bereich des XII. Armee-Korps eingesetzt und war damit der 3. Armee unterstellt. Weiterhin als Heeresgruppenreserve eingesetzt, wurde die Division im Mai 1917 als Eingreifdivision der Gruppe Prosnes (1. Armee, III. Armee-Korps) unterstellt. Im Oktober 1917 wieder bei der 4. Armee, gehörte sie ab März 1918 zur Gruppe Caudry des württembergischen XIII. Armee-Korps der 2. Armee.
Mit Armee-Befehl vom 6. April 1918 wurde die Division dem XXIII. Reserve-Korps zur Verfügung gestellt und schied aus dem Befehlsbereich des XIII. Armee-Korps wieder aus. Danach wurde die Division im Herbst dem Generalkommando z. b. V. 54 unterstellt und schließlich im August 1918 aufgelöst.

### Gliederung

#### Kriegsgliederung am 10. Oktober 1914
- Divisionsstab
- Württembergischer Infanterie-Brigadekommandeur
  - Sächsisches Reserve-Infanterie-Regiment Nr. 245[5][A 3]
  - Württembergisches Reserve-Infanterie-Regiment Nr. 246
  - Württembergisches Reserve-Infanterie-Regiment Nr. 247
  - Württembergisches Reserve-Infanterie-Regiment Nr. 248
  - Sächsisches Reserve-Jäger-Bataillon Nr. 26[6][A 4]
- Württembergische Reserve-Kavallerie-Abteilung Nr. 54
- Württembergisches Reserve-Feldartillerie-Regiment Nr. 54
- Sächsische Reserve-Pionier-Kompanie Nr. 54[7][A 5]
- Sächsischer Reserve-Divisions-Brückentrain Nr. 54
- Württembergische Reserve-Sanitäts-Kompanie Nr. 54
- Württembergisches Reserve-Feldlazarett Nr. 93
- Württembergisches Reserve-Feldlazarett Nr. 94
- Sächsische Reserve-Infanterie-Munitionskolonne Nr. 55
- Sächsische Reserve-Artillerie-Munitionskolonne Nr. 73
- Württembergische Reserve-Artillerie-Munitionskolonne Nr. 74
- Sächsische Reserve-Fuhrpark-Kolonne Nr. 88
- Sächsische Reserve-Fuhrpark-Kolonne Nr. 89
- Sächsische Reserve-Bäckereikolonne Nr. 34
- Württembergisches Reserve-Pferdedepot Nr. 27[8]

#### Kriegsgliederung vom 8. März 1918
- 107. Reserve-Infanterie-Brigade
  - Reserve-Infanterie-Regiment Nr. 246
  - Reserve-Infanterie-Regiment Nr. 247
  - Reserve-Infanterie-Regiment Nr. 248
  - Reserve-Kavallerie-Abteilung Nr. 54
- Artillerie-Kommandeur Nr. 70
  - Reserve-Feldartillerie-Regiment Nr. 54
  - II. Bataillon/Reserve-Fußartillerie-Regiment Nr. 24
- Pionier-Bataillon Nr. 354
- Divisions-Nachrichten-Kommandeur Nr. 454

#### Kriegsgliederung im August 1918
- Divisionsstab
- 107. (Württembergische) Reserve-Infanterie-Brigade[9][A 6]
  - Württembergisches Reserve-Infanterie-Regiment Nr. 246
  - Württembergisches Reserve-Infanterie-Regiment Nr. 247
  - Württembergisches Reserve-Infanterie-Regiment Nr. 248
- Württembergische Reserve-Kavallerie-Abteilung Nr. 54
- Württembergischer Artillerie-Kommandeur Nr. 70
  - Württembergisches Reserve-Feldartillerie-Regiment Nr. 54
- Württembergisches Pionier-Bataillon Nr. 354
- Württembergischer Divisions-Nachrichten-Kommandeur Nr. 454
- Württembergische Sanitäts-Kompanie Nr. 536
- Württembergisches Reserve-Feldlazarett Nr. 93
- Württembergisches Reserve-Feldlazarett Nr. 94
  - Württembergische Divisions-Funker-Abteilung Nr. 140
- Württembergische Divisions-Kraftwagen-Kolone Nr. 741
- Württembergisches Feldrekruten-Depot der 54. Reserve-Division
- Württembergisches Pferdelazarett Nr. 246[10]

### Kommandeure
| Dienstgrad             | Name                     | Datum                                    |
| ---------------------- | ------------------------ | ---------------------------------------- |
| General der Infanterie | Friedrich von Gerok      | 1. bis 11. September 1914                |
| General der Infanterie | Paul von Schaefer        | 12. September 1914 bis 17. Januar 1916   |
| Generalleutnant        | Karl Albert von Knoerzer | 18. Januar 1916 bis 27. Juli 1917        |
| Generalleutnant        | Adolf von Wencher        | 28. Juli 1917 bis 28. Juni 1918          |
| Generalmajor           | Gustav Köhler            | 29. Juni bis 31. August 1918 (Auflösung) |

## Sonstiges

### Kampfwert
Nach den harten Kämpfen im Sommer 1918 beurteilten die Alliierten die Division als zweitklassig. Gegen Ende ihres Bestehens war sie aufgebraucht und ausgeblutet. So betrug am 12. August 1918 die Gefechtsstärke der Reserve-Infanterie-Regimenter Nr. 246 noch 323 Mann, Nr. 247 noch 280 Mann und Nr. 248 noch 231 Mann. Im Vergleich dazu: Ein mobilgemachtes Regiment hatte in Kriegszeiten eine Stärke von bis zu 3.200 Mann.

## Verweise